# Île de Ki
L'île de Ki, ou de Kiï (en russe : Остров Кий), est une petite île située dans la baie d'Onega dans la mer Blanche à 8 km de l'embouchure du fleuve Onega, à 15 km de la ville d'Onega.

## Géographie
La longueur de l'île de Ki est d'un peu moins de 3 km, sa largeur varie de 100 à 500 mètres. Sa superficie est de 0,384 kilomètre carré. Avec l'île de Faressov au Nord, la petite île de la Croix au Sud, et quelques îlots, l'île de Ki forme l'archipel de Ki. À marée basse, la mer se retire sur des centaines de mètres et il est possible de passer d'une île à l'autre et de contourner l'archipel en quelques heures. L'île est composée de granite et de roches amphibolites et de gabbro de la mer Blanche (dont les fondements sont une partie du bouclier scandinave âgé de 3,5 milliards d'années). Le long de la bande côtière se trouvent des plages de sable.
L'île de Ki dépend administrativement du raïon d'Onega et de l'oblast d'Arkhangelsk.

## Monastère de la Croix d'Onéga
Le monastère de l’Élévation-de-la-Croix, qui se trouve sur l'île de Ki, est un des trois monastères fondés à l'initiative du patriarche Nikon, avec le Monastère de la Nouvelle Jérusalem et le Monastère Iverski de Valdaï.

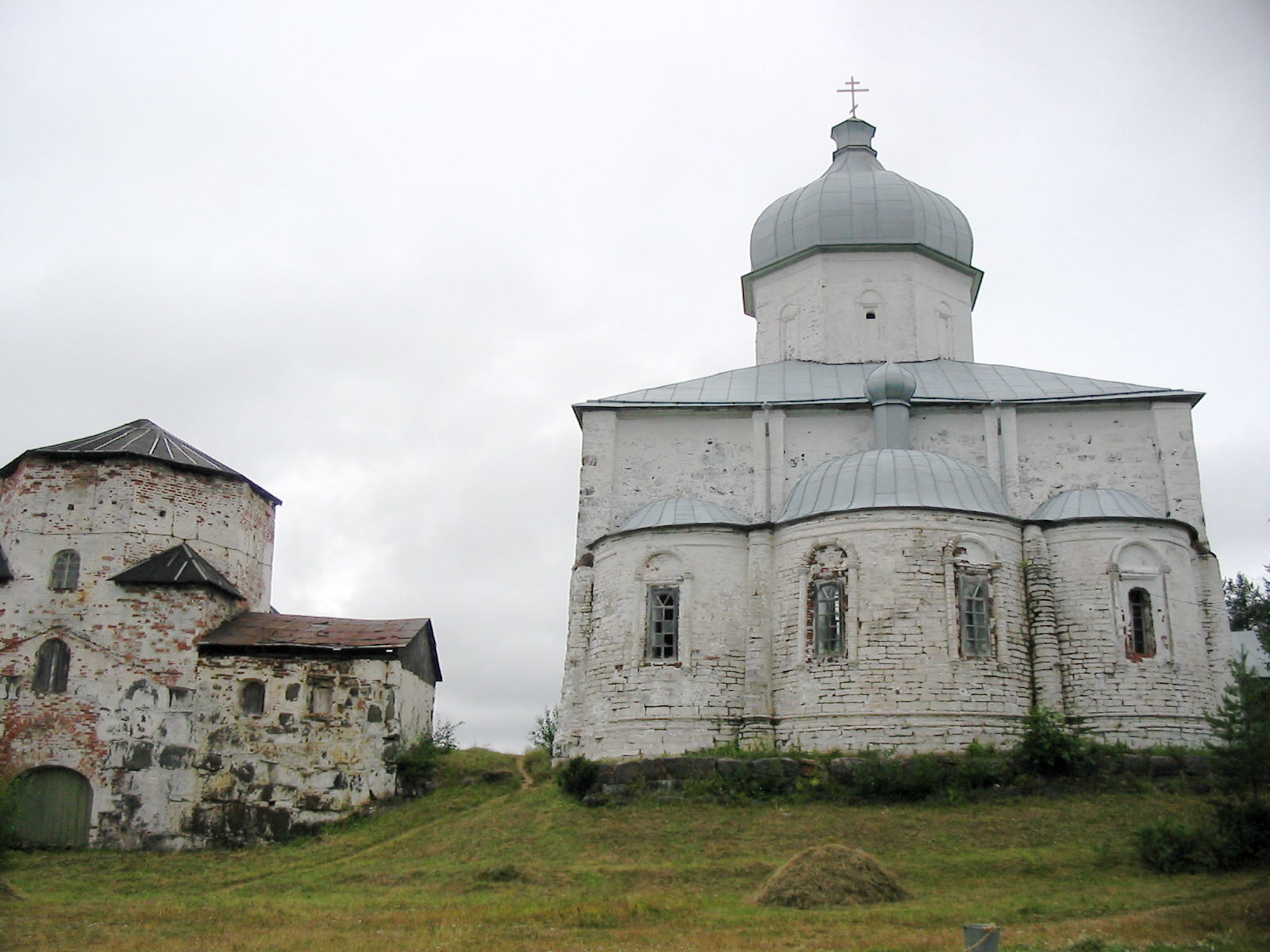
Les bâtiments du monastère de la Croix d'Onéga. À gauche une partie du clocher, à droite la cathédrale de l'Élévation-de-la-Croix (1660), dans leur état en 2006.

En 1639, le patriarche Nikon (le futur patriarche de Moscou et de toute la Russie) est surpris par une tempête sur le chemin du monastère de Solovetski, à l'approche de l'embouchure du fleuve Onega. Il est finalement sauvé dans la baie de l'île de Ki. Treize ans plus tard, en 1652, Nikon, qui est devenu évêque de Novgorod, est envoyé au monastère Solovetski pour organiser le transfert des reliques de saint Philippe II de Moscou à Moscou. Sur le chemin du retour, il passe de nouveau par l'île de Ki et y fait construire une chapelle sur l'île même, garnie de la Croix de Ki à l'intérieur, que le patriarche Nikon a lui-même créée. Il établit ainsi le début d'un culte à la sainte Croix. Cette Croix est consacrée en 1656 et son culte se répand, sous le nom d'« Élévation de la Croix » ou d'« Exaltation de la Croix ».
Le futur patriarche de Moscou obtient du tsar l'autorisation de fonder à Ki un monastère dédié à l'Élévation de la Croix. En 1660, Nikon vient bénir la cathédrale de l'Élévation-de-la-Croix du monastère d'Onéga.
L'étymologie populaire renseigne le patriarche Nikon comme source du nom de l'île. Il aurait dit lors de son accident à proximité en allant à Solovki : « Quelle est cette île ? » dont la traduction en russe commence par le mot ki (en russe : «Кий сей остров?» soit en caractères latins : Ki seï ostrov). Les sources savantes citent par contre la langue saami dans laquelle le mot ki signifie trace de bête sauvage.
En 1760, un marchand anglais du nom de Gom établit un comptoir de bois sur l'île de Ki. C'est là qu'il fait charger le bois de la région d'Onéga à partir de petits bateaux fluviaux sur des grands bateaux de mer.
Au XIXe siècle, le monastère était vide. Toutefois, dans les années 1870, il reçoit du Saint-Synode des fonds pour sa restauration qui lui permettent de survivre et même de redémarrer ses activités. Mais, en 1922, sous le régime soviétique, après la révolution d'Octobre 1917, il est fermé. Toutefois dès 1924 une maison de repos s'installe du nom de Kiski dans les bâtiments du monastère et a une capacité d'accueil de 200 personnes. L'île de Ki, dans la baie d'Onega, servit de décors au film A Captive in the Land (en) durant l'hiver 1989-1990.

## Tourisme et culture
Chaque année se tient un festival international de musique de jazz dans l'île de Ki : Les sons chauds du nord, en russe : Тёплые звуки севера.

## Galerie photos

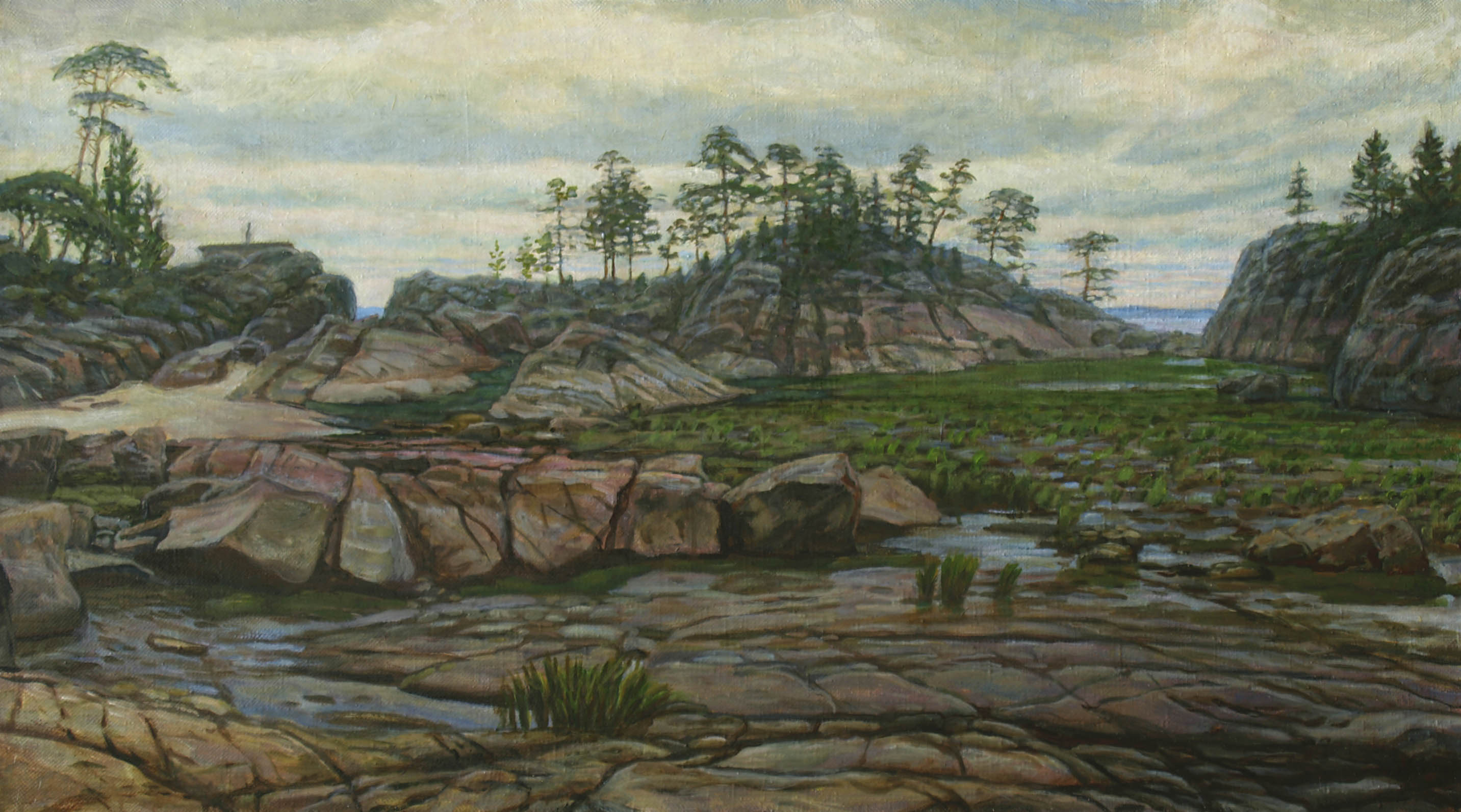
[Maximilien Presniakov]. Roches de  porphyre de la Mer Blanche sur l'île de Ki.
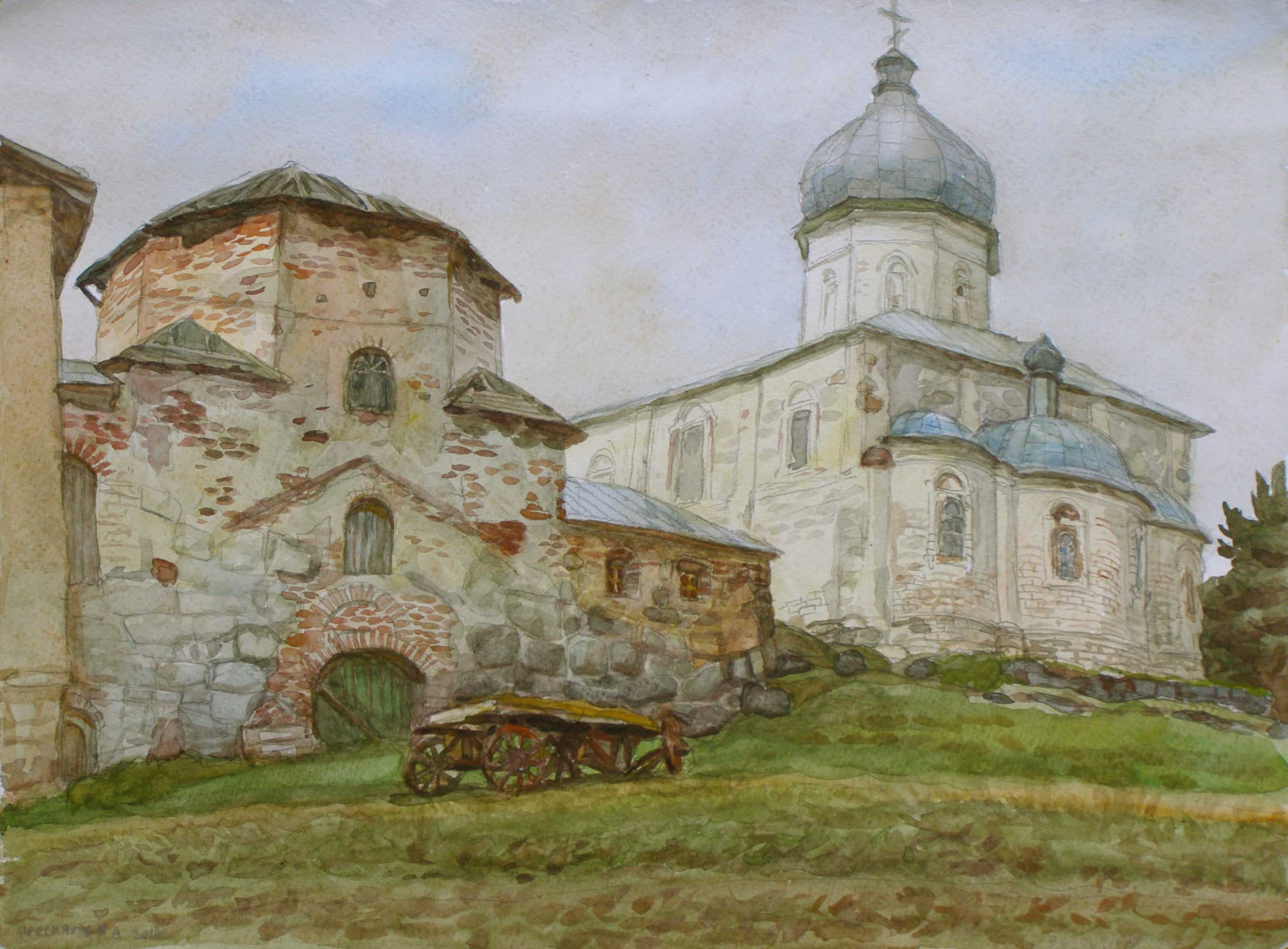
île de Ki église de la nativité de la Vierge Marie-2010.

#### Cartes topographiques
- (ru) Положение Кий-острова на Яндекс-картах
- (ru) Кий-остров. Публичная кадастровая карта